# 6836 Paranal
6836 Paranal è un asteroide della fascia principale. Scoperto nel 1994, presenta un'orbita caratterizzata da un semiasse maggiore pari a 2,8755782 UA e da un'eccentricità di 0,0646152, inclinata di 0,94520° rispetto all'eclittica.